# J. Ottis Adams
John Ottis Adams, né le 8 juillet 1851 à Amity dans le comté de Johnson (Indiana) et mort en 1927 à Indianapolis, est un peintre impressionniste américain.

## Biographie
John Ottis Adams naît le 8 juillet 1851 à Amity (Indiana). Il étudie à Londres et à Munich puis, après son retour en Amérique, devient vice-président de la Society of Artists of the West. Il obtient une médaille de bronze à l'exposition de St Louis en 1904. Il expose également dans les principales villes américaines et enseigne au John Herron Art Institute d'Indianapolis. 
J. Ottis Adams meurt en 1927 à Indianapolis (Indiana).